# Comuna Svetlîi, Găgăuzia
Comuna Svetlîi este o comună din UTA Găgăuzia, Republica Moldova. Este formată din satele Svetlîi (sat-reședință) și Alexeevca.

## Demografie
Conform datelor recensământului din 2014, comuna are o populație de 1.622 de locuitori. La recensământul din 2004 erau 2.271 de locuitori.

## Administrație și politică
Componența Consiliului local Svetlîi (11 consilieri), ales la 5 noiembrie 2023, este următoarea:
|  | Partid                                       | Consilieri | Componență | Componență | Componență | Componență | Componență |
|  | -------------------------------------------- | ---------- | ---------- | ---------- | ---------- | ---------- | ---------- |
|  | Partidul „Renaștere”                         | 5          |            |            |            |            |            |
|  | Partidul Socialiștilor din Republica Moldova | 4          |            |            |            |            |            |
|  | Candidat independent VICTOR REPCINSKI        | 1          |            |            |            |            |            |
|  | Candidat independent SERGHEI LUGOVSKOI       | 1          |            |            |            |            |            |